# Farkas Ádám (színművész)
Farkas Ádám (Budapest, 1986. július 30. –) magyar színész.

## Életpályája
2007–2010 között a szombathelyi Berzsenyi Dániel Főiskola képzésén, illetve a Weöres Sándor Színházban tanulta színészetet (Osztályfőnökei Jordán Tamás és Jeles András voltak). 2010–2021 között a kecskeméti Katona József Színház tagja volt. 2016-ban diplomázott a Színház- és Filmművészeti Egyetemen drámainstruktor-színjátékos szakon, ahol Molnár Piroska, Kocsis Gergő és Szőcs Artur voltak az osztályvezető tanárai. Rendezéssel is foglalkozik. Alapító tagja az Exit generáció nevű alternatív színházi formációnak. 2024-ben végzett a Károli Gáspár Református Egyetem, BTK Színháztudomány MA szakán.

## Fontosabb színházi szerepei
- William Shakespeare: Hamlet.... Guildenstern
- William Shakespeare: Harmadik Richárd.... Dorset márki; Walesi herceg; Surrey
- William Shakespeare: A vihar.... Hajóskapitány
- William Shakespeare: Vízkereszt.... Valentin, úr a herceg kíséretében; I. Rendőr
- Molière: A képzelt beteg.... D’auveregne, orvos
- Johann Nepomuk Nestroy: A talizmán.... Gyuri, szolga
- Heinrich von Kleist: Az eltört korsó.... Walter szolgája
- Nyikolaj Vasziljevics Gogol: A revizor.... Szvisztunov, közrendőr; Vendéglői szolga
- Sławomir Mrożek: A mulatság.... B legény
- Ray Cooney: Család ellen nincs orvosság.... Leslie
- William Somerset Maugham: Csodás vagy, Júlia.... Roger Gosselyn
- Kai Hensel: Klamm háborúja.... Klamm, tanár
- Woody Allen: Férjek és feleségek.... Paul; Ex-férj; Richard; Ken
- Peter Buckman: Most mindenki együtt.... Wayne
- Vörösmarty Mihály: Csongor és Tünde.... Duzzog
- Csiky Gergely: Buborékok.... Bangó, kereskedősegéd
- Katona József: Bánk bán.... Simon bán, Melinda bátyja
- Molnár Ferenc: A testőr.... A hitelező
- Molnár Ferenc: Liliom.... I. Detektív, Berkovics
- Szép Ernő: Vőlegény.... Zoli, Papa és Anya fia
- Barta Lajos: Szerelem.... Katonatiszt
- Heltai Jenő: Naftalin.... Kapronczay Tamás
- Tormay Cécile – Deres Péter: A régi ház.... Walter Ádám, zenész
- Székely János: Caligula helytartója.... Probus, egy másik segédtiszt
- Fazekas István: A megvádolt.... Simon Géza
- Réczei Tamás: Katona József, avagy légy a pókok között fickándozik.... Udvarhelyi Miklós
- Réczei Tamás: Színházi vándorok.... Szomor Máté, egykori színész
- Kocsis L. Mihály – Cseke Péter: Újvilág passió.... Fülöp
- Tolcsvay László – Müller Péter – Bródy János: Doctor Herz.... Hamlet
- Fekete Ádám – Laboda Kornél – Mózsik Imre: Lúd Zsolt és kutyája, Mattyi.... Nemzetőr 3
- Ganxsta Zolee – Pierrot – Darvasi László: Popeye.... Rabló Benő, Kalóz Elemér
- Békés Pál: A kétbalkezes varázsló.... Dzsinn Fizz
- Muszty Bea – Dobay András: Macvedel a kalózkísértet.... Farkas
- Fazekas Mihály – Schwajda György: Lúdas Matyi.... Hajdú I.
- Németh Virág: Mátyásmese, avagy hogyan került álruha a királyra?.... szereplő)
- Kérek egy álmot.... Láng Lala, tűzoltó
- Szerb Antal: Utas ész holdvilág.... Zoltán
- Ingmar Bergman: Jelenetek egy házasságból.... Joan
- Tóth Réka Ágnes: Aladin és a csodalámpa.... Dzsafar
- Kolozsi Angéla: Punktum.... szereplő
- Carlo Goldoni: Nyaralás.... Zanetto
- Marius von Mayenburg: PERPLEX.... Ádám

## Filmes és televíziós szerepei
- Ecseri tekercsek- filmfelvételek az 1956-os forradalom napjaiból (2005)
- Caligula helytartója (2011)
- Hacktion (2011)
- Válótársak (2017)
- Tóth János (2017)
- Jóban rosszban (2017)
- 200 első randi (2018–2019)
- Jófiúk (2019)
- Keresztanyu (2021)
- A Séf meg a többiek (2022)
- Majdnem menyasszony (2024)
- A mi kis falunk (2024)

## Rendezései
- Hárs Anna: Madártávlat
- Hárs Anna: Seb (Szophoklész: Philoktétész c. műve alapján)
- Fjodor Mihajlovics Dosztojevszkij: Feljegyzések az egérlyukból
- Heinrich von Kleist: Homburg herceg
- Már nem álmodok velük – a gyermekvédelemről, valós beszámolók alapján – (A szöveget interjúk szószerinti felhasználásával állította össze: Zsigó Anna, Hárs Anna és Farkas Ádám)